# Dietrich I. von Bilstein
Dietrich I. von Bilstein, auch Dietrich II. von Gevore (* um 1202; † vor 1245) war ein Edelherr und Erbauer der Burg Bilstein.
Sein Vater war Heinrich II. von Gevore, seine Mutter Irmgard von Arnsberg, Tochter des Grafen Heinrich I. von Arnsberg. Nach dem Tod seines Vaters übernahm Dietrich die Herrschaft. Seine Brüder waren hochrangige Geistliche in Köln: Heinrich war Propst von Sankt Severin, Gottfried Kanoniker am Kölner Dom.
Zwischen 1202 und 1225 ließ er die Burg Bilstein auf dem Rosenberg errichten. Sein ursprünglicher Stammsitz war die Mitte des 12. Jahrhunderts verlassene Burg Peperburg, die im wenige Kilometer entfernten Stadtteil Grevenbrück liegt. Nach dem Umzug erfolgte dann auch die Namensänderung. Urkunden aus dem Jahr 1202 und 1217 belegen den ursprünglichen Namen: Dietrich II. von Gevore (Gevore entspricht dem heutigen Förde, das in den 1920er Jahren mit Grevenbrück vereinigt wurde).
Dietrich gehörte nach den Arnsberger Grafen wie schon sein Vater zu den wichtigsten Adeligen im südlichen Westfalen und trat wie dieser mehrfach als Zeuge in Urkunden auf. Erstmals 1225 wurde er in einer solchen von Bilstein genannt. In der Urkunde ging es um die Besitzübertragung eines Gutes durch Theoderich an das Kloster Rumbeck, da in diesem seine Mutter und Schwester gelebt hatten. Auch in den folgenden Jahren tauchte Dietrich mehrfach als Zeuge auf, etwa beim Verkauf der Burg Hachen an Graf Gottfried II. von Arnsberg.
Dietrich war mit Mechthild von Rietberg verheiratet. Aus ihrer Ehe gingen mindestens zwei Söhne hervor: Der wahrscheinlich Älteste war Heinrich (* vor 1225; † nach 1245), ein Jüngerer Diedrich II. († um 1255), der Nachfolger seines Vaters wurde.